# Лаврентий (бриг, 1807)
«Лаврентий» — лансон, а затем бриг Черноморского флота Российской империи, участник русско-турецкой войны 1806—1812 годов. Находился в составе флота с 1807 по 1825 год, во время несения службы принимала участие в действиях флота во время войны на Чёрном море, в том числе в бомбардировках Анапы и Суджук-кале, высадке десантов, крейсерских плаваниях и перевозке военных грузов. После войны использовался в качестве брандвахтенного судна, а по окончании службы был разобран.

## Описание судна
Парусный деревянный лансон, позднее переоборудованный в бриг. Лансоны в российском флоте по большей части строились во время русско-турецкой войны 1787—1791 годов по образцу трофейных турецких судов и представляли собой небольшие одно- или двухмачтовые парусно-гребные суда, предназначавшиеся для действий против гребных судов противника, транспортировки войск, высадки десантов и содействию действиям войск на побережье, однако этот лансон был построен в начале XIX века и в год спуска на воду переоборудован в бриг с сохранением размеров корпуса. Длина судна составляла 22,6 метра, ширина — 6,2 метра, а осадка — 2,9 метра. Первоначально на лансон артиллерийское вооружение не устанавливалось, сведений о ворружении брига не сохранилось.
Был одним из трёх парусных и парусно-гребных судов Российского императорского флота, носивших наименование «Лаврентий». В Черноморском флоте нёс службу одноимённый лансон, захваченный в 1790 году у турецкого флота, а в составе Балтийского флота — одноимённый флейт неустановленного года постройки, также в составе Балтийского флота нёс службу бриг «Святой Лаврентий» 1820 года постройки.

## История службы
Лансон «Лаврентий» был заложен 5 (17) февраля 1806 года на стапеле Херсонской верфи и после спуска на воду 30 сентября (12 октября) 1807 года вошёл в состав Черноморского флота России. Строительство вёл корабельный мастер М. И. Суровцов. В конце 1807 года в Херсоне лансон был переоборудован в одноимённый бриг.
Принимал участие в русско-турецкой войне 1806—1812 годов. В 1807 году доставлял грузы между Севастополем и Николаевом. В следующем году выходил в крейсерские плавания к устью Дуная. 4 (16) июня 1809 года перешёл в составе отряда из Севастополя к Анапе. Принимал участие в бомбардировке крепости, но в связи с появлением на берегу большого количества войск противника («толп черкесов») не высаживая десанта вместе с другими судами отряда ушёл в Керчь. 15 (27) июня вновь вышел в море в составе отряда, 16 (28) июня отряд подошёл к Суджук-кале и, проведя перестрелку с береговыми укреплениями, вернулся в Севастополь.
С 30 июня (12 июля) по 26 июля (7 августа) 1810 года бриг находился в крейсерском плавании у анатолийского берега в составе эскадры контр-адмирала А. А. Сарычева. 9 (21) августа в составе той же эскадры ушёл из Севастополя к Коварне, однако А. А. Сарычев принял решение не атаковать крепость без поддержки сухопутных войск, и эскадра ушла в море. С 17 (29) сентября в составе эскадры принимал участие в преследовании обнаруженной турецкой эскадры, однако ночью турецким кораблям удалось уйти, и 26 августа (7 сентября) 1810 года суда эскадры вернулись в Севастополь.
С 1812 по 1814 год нёс брандвахтенную службу в Феодосии, а с 1817 по 1824 год — в Таганрог. 
По окончании службы после 1825 года бриг «Лаврентий» был разобран.

## Командиры брига
Сведений о командирах лансона «Лаврентий» не сохранилось, командирами одноимённого брига в составе Российского императорского флота в разное время служили:
- И. П. Копытов (1807—1809 годы);
- А. М. Костенич (1810 год);
- И. Г. Быстрицкий (1811 год);
- Х. А. Метакса (с апреля 1812 года);
- В. Б. Броневский (1813 год);
- И. П. Дмитриев (1814—1817 год);
- П. В. Александрович (1818—1820 годы);
- К. П. Богданович (1821 год);
- П. Я. Сахновский (1822—1823 годы);
- П. В. Александрович (1824 год).

### Комментарии
1. ↑  74 фута[1].
2. ↑  20 1/4 фута[1].
3. ↑  9 2/3 фута[1].